# کامل رستم‌بایف
کامل اصلان اوغلو رستم‌بایوف کارگردان، فیلمنامه‌نویس و مدیر ارشد سابق تلویزیون آذربایجان اهل کشور جمهوری آذربایجان بود. وی کارگردان فیلم سینمایی نبرد در کوهستان بود.